# Meister der Claude de France

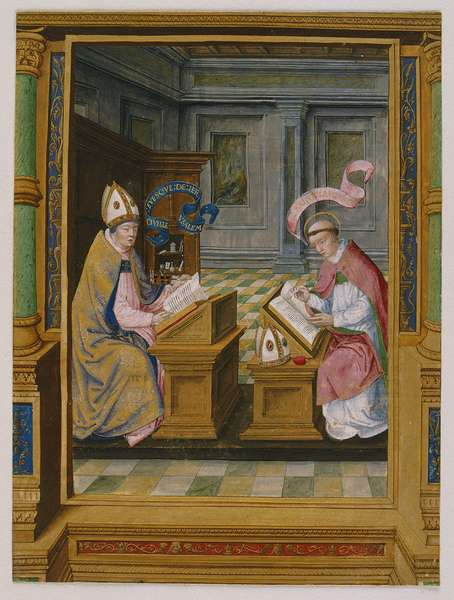
Sant Augustinus und sant Cyrillus - Schloss Ecouen.

Als Meister der Claude de France (engl. Master of Claude de France) wird der Buchmaler bezeichnet, der um 1517 ein Gebetbuch zum persönlichen Gebrauch der Claude de France ausgemalt hat. Das kleinformatige, kaum handtellergroße Buch war anlässlich ihrer Krönung zur Königin von Frankreich in Auftrag gegeben und wohl in Tours erstellt worden.
Das Gebetbuch der Claude de France ist eine Bilderhandschrift mit Gebeten in Lateinischer Sprache auf 52 Seiten und ist mit 132 Bildern mit Szenen aus dem Leben und der Passion Christi und aus Heiligenlegenden illuminiert. Drei der Seiten sind mit dem Wappen der Königin geschmückt. Alle Seiten sind reich vergoldet. Das Gebetbuch befindet sich heute im Besitz der Pierpont Morgan Library in New York.
Eventuell war der Meister der Claude de France ein Schüler von Jean Poyer. Dieser Buchmaler hatte in Tours seine Werkstatt und war um 1495 für Anne de Bretagne, die Mutter von Claude tätig. Auch ist beim Meister eine Verbindung zu der Werkstatt anderer Meister in Tours erkennbar, vor allem zu den unter „1520er Werkstatt“  zusammengefassten Rosenwald-Meister, Meister der Getty-Episteln und Doheny-Meister.
Der Meister der Claude de France arbeitete zu Beginn des Zeitalters der Renaissance in Frankreich und in der Zeit der Ausbreitung des Buchdrucks. Seine künstlerisch und handwerklich hochstehende Arbeit ist eine der letzten und hervorragenden Buchmalereien zu einem Prachtexemplar der Buchmalerei. Sie zeigt, dass höfische Auftraggeber noch diese traditionelle Form des Buches bevorzugten, bis sie dann bald darauf durch gedruckte und illustrierte Bücher ersetzt wurden.
Der Meister der Claude de France hat neben dem Gebetbuch der Claude de France auch das dazugehörige Stundenbuch ausgemalt, heute in Privatbesitz. Weiter werden ihm noch ein Dutzend andere erhaltene Werke zugeordnet, darunter das Gebetbuch der Renée de Valois, der Schwester von Claude de France.
Bevor Claude de France das Gebetbuch erhielt, nutzte sie ihr Kindergebetbuch, die Fibel der Claude de France, ein anderes Beispiel einer Bilderhandschrift von anerkannter Schönheit und Eleganz am Übergang des Spätmittelalters zur Renaissance.
Das Gebetbuch der Claude de France wurde der Pierpont Morgan Library 1987 aus dem Besitz des Sohns des Kunsthändlers Paul Rosenberg gestiftet. Auf der Anfangsseite des Manuskripts findet sich ein von Pablo Picasso gemaltes Exlibris. Dieser hatte dieses moderne Bücherzeichen zur Kennzeichnung des Buches als Eigentum von Paul Rosenberg geschaffen, als dieser bekannte Kunstmäzen die Arbeit Picassos mit seiner Galerie stark unterstützte.